# Ministr školství Izraele
Ministr školství Izraele je člen izraelské vlády, který stojí v čele ministerstva školství. V minulosti měl tento post dva odlišné názvy, a to: ministr školství a kultury (1949–1977, 1984–1990, 1992–1993) a ministr školství, kultury a sportu (1977–1984, 1990–1992, 1993–1999, 2003–2006). 
| #   | ministr           | strana                                              | vláda              | od                | do                |
| --- | ----------------- | --------------------------------------------------- | ------------------ | ----------------- | ----------------- |
| 1.  | Zalman Šazar      | Mapaj                                               | 1.                 | 10. března 1949   | 1. listopadu 1950 |
| 2.  | David Remez       | Mapaj                                               | 2.                 | 1. listopadu 1950 | 19. května 1951   |
| 3.  | David Ben Gurion  | Mapaj                                               | 2.                 | 19. května 1951   | 8. října 1951     |
| 4.  | Ben Cijon Dinur   | Mapaj                                               | 3., 4., 5., 6.     | 8. října 1951     | 3. listopadu 1955 |
| 5.  | Zalman Aran       | Mapaj                                               | 7., 8., 9.         | 3. listopadu 1955 | 10. května 1960   |
| 6.  | Abba Eban         | Mapaj                                               | 9., 10.            | 3. srpna 1960     | 26. června 1963   |
| 7.  | Zalman Aran       | Mapaj, Ma'arach                                     | 11., 12., 13., 14. | 26. června 1963   | 15. prosince 1969 |
| 8.  | Jig'al Alon       | Ma'arach                                            | 15., 16.           | 15. prosince 1969 | 3. června 1974    |
| 9.  | Aharon Jadlin     | Ma'arach                                            | 17.                | 3. června 1974    | 20. června 1977   |
| 10. | Zevulun Hammer    | Národní náboženská strana                           | 18., 19., 20.      | 20. června 1977   | 13. září 1984     |
| 11. | Jicchak Navon     | Ma'arach                                            | 21., 22., 23.      | 13. září 1984     | 15. března 1990   |
| 12. | Zevulun Hammer    | Národní náboženská strana                           | 24.                | 15. března 1990   | 13. července 1992 |
| 13. | Šulamit Aloniová  | Merec                                               | 25.                | 13. července 1992 | 11. května 1993   |
| 14. | Jicchak Rabin     | Strana práce                                        | 25.                | 11. května 1993   | 7. června 1993    |
| 15. | Amnon Rubinstein  | Merec                                               | 25., 26.           | 7. června 1993    | 18. června 1996   |
| 16. | Zevulun Hammer    | Národní náboženská strana                           | 27.                | 18. června 1996   | 20. ledna 1998    |
| 17. | Jicchak Levy      | Národní náboženská strana                           | 27.                | 25. února 1998    | 6. července 1999  |
| 18. | Josi Sarid        | Merec                                               | 28.                | 6. července 1999  | 24. června 2000   |
| 19. | Ehud Barak        | Jeden Izrael                                        | 28.                | 24. září 2000     | 7. března 2001    |
| 20. | Limor Livnat      | Likud                                               | 29., 30.           | 7. března 2001    | 14. ledna 2006    |
| 21. | Me'ir Šitrit      | Kadima                                              | 30.                | 18. ledna 2006    | 4. května 2006    |
| 22. | Juli Tamir        | Strana práce                                        | 31.                | 4. května 2006    | 31. března 2009   |
| 23. | Gid'on Sa'ar      | Likud                                               | 32.                | 31. března 2009   | 18. března 2013   |
| 24. | Šaj Piron         | Ješ atid                                            | 33.                | 18. března 2013   | 4. prosince 2014  |
| 25. | Naftali Bennett   | - Židovský domov - ha-Jamin he-chadaš               | 34.                | 14. května 2015   | 4. června 2019    |
| 26. | Rafi Perec        | - Ichud miflegot ha-jamin - Jamina - Židovský domov | 34.                | 23. června 2019   | 17. května 2020   |
| 27. | Jo'av Galant      | Likud                                               | 35.                | 17. května 2020   | 13. června 2021   |
| 28. | Jif'at Šaša-Biton | Nová naděje                                         | 36.                | 13. června 2021   | 29. prosince 2022 |
| 29. | Jo'av Kiš         | Likud                                               | 37.                | 29. prosince 2022 |                   |

| náměstek             | strana                    | vláda          | funkční období        |
| -------------------- | ------------------------- | -------------- | --------------------- |
| Kalman Kahana        | Po'alej Agudat Jisra'el   | 3., 4., 5., 6. | 04.11.1951–15.08.1955 |
| Moše Unna            | Národní náboženská strana | 7., 8.         | 22.03.1956–01.07.1958 |
| Ami Asaf             | Mapaj                     | 9., 10.        | 28.12.1959–17.05.1963 |
| Kalman Kahana        | Po'alej Agudat Jisra'el   | 10., 11., 12.  | 29.11.1961–22.11.1965 |
| Aharon Jadlin        | Mapaj                     | 12.            | 23.12.1964–12.01.1966 |
| Kalman Kahana        | Po'alej Agudat Jisra'el   | 13., 14.       | 17.01.1966–15.12.1969 |
| Aharon Jadlin        | Ma'arach                  | 13., 14.       | 17.01.1966–17.11.1969 |
| Micha'el Chazani     | Národní náboženská strana | 15.            | 22.12.1969–01.09.1970 |
| Aharon Jadlin        | Ma'arach                  | 15.            | 22.12.1969–26.07.1972 |
| Avner Šaki           | Národní náboženská strana | 15.            | 01.09.1970–17.07.1972 |
| Zevulun Hammer       | Národní náboženská strana | 15.            | 16.01.1973–20.01.1974 |
| Mirjam Glazer-Ta'asa | Likud                     | 19., 20.       | 11.08.1981–13.09.1984 |
| Pinchas Goldstein    | Likud                     | 24.            | 20.11.1990–13.07.1992 |
| Moše Ma'ja           | Šas                       | 25.            | 29.07.1992–12.09.1993 |
| Micha Goldman        | Strana práce              | 25., 26.       | 04.08.1992–18.06.1996 |
| Moše Peled           | Comet                     | 27.            | 08.07.1996–02.11.1998 |
| Eli'ezer Sandberg    | Comet                     | 27.            | 02.11.1998–06.07.1999 |
| Mešulam Nahari       | Šas                       | 28., 29.       | 05.08.1999–28.02.2003 |
| Ša'ul Jahalom        | Národní náboženská strana | 28.            | 05.08.1999–12.07.2000 |
| Avraham Ravic        | Sjednocený judaismus Tóry | 29.            | 16.04.2001–28.02.2003 |
| Cvi Hendel           | Národní jednota           | 30.            | 05.03.2003–06.06.2004 |
| Micha'el Melchi'or   | Mejmad                    | 30.            | 11.01.2005–20.06.2005 |
| Madžali Wahabi       | Kadima                    | 30.            | 20.06.2005–04.05.2006 |
| Me'ir Poruš          | Sjednocený judaismus Tóry | 32.            | 06.04.2009–18.03.2013 |
| Avraham Varcman      | Židovský domov            | 33.            | 18.03.2013–31.03.2015 |
| Me'ir Poruš          | Sjednocený judaismus Tóry | 34., 35.       | od 19.05.2020         |